# آریزونا کاردینالز

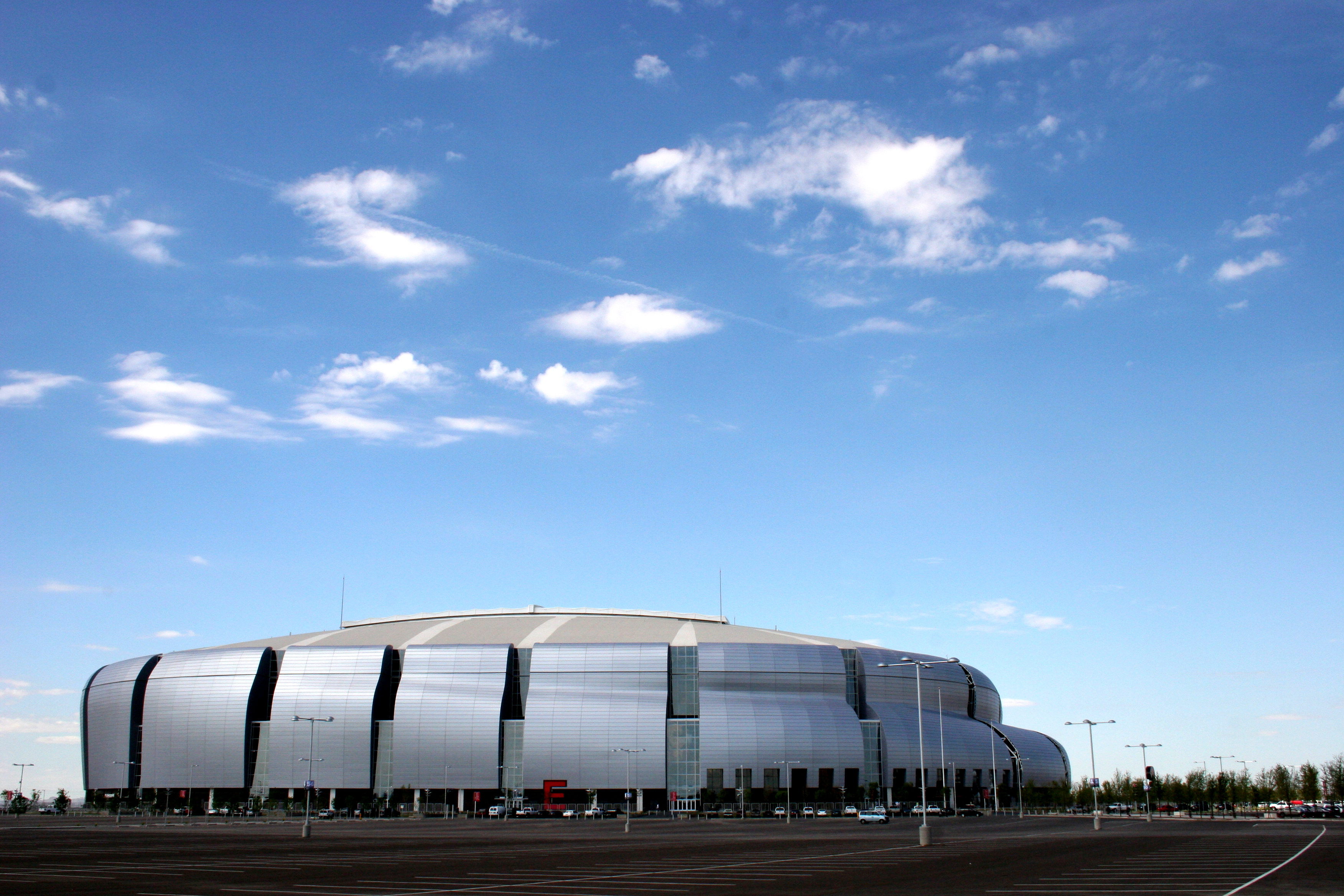

تیم فوتبال آمریکایی آریزونا کاردینالز (به انگلیسی: Arizona Cardinals) از شهر فینیکس در ایالت آریزونا می‌باشد.
این تیم عضو لیگ ملی فوتبال آمریکا است.
ورزشگاه خانه این تیم ورزشگاه دانشگاه فینیکس (به انگلیسی: University of Phoenix Stadium) نام دارد.

## وب‌گاه رسمی
- وبگاه رسمی تیم